# 京都市立有済小学校
京都市立有済小学校（きょうとしりつ ゆうさいしょうがっこう）は、京都府京都市東山区にあった公立小学校。のちに京都市立粟田小学校と統合され京都市立白川小学校となったが、現在は白川小学校他近隣の学校が統合され京都市立開睛小中学校となっている。

## 沿革

### 年表
- 1869年10月21日 - 木造二階建の校舎が完成し、下京第24番組小学校として開校式を挙行[1]。
- 1872年8月 - 下京第7区小学校と改称[2]。
- 1875年 - 下京第7区大元小学校と改称[2]。
- 1876年8月 - 就学児童数増加により敷地を拡張し、教室を増築。太鼓望楼を設けた講堂を新築[2]。
- 1879年2月 - 京都府知事の槇村正直により「大元」を「有済」と改称[2]。
- 1880年
  - 1月 - 火災により講堂を除きすべて焼失。臨時教室を開き、ただちに新校舎を起工。大蔵寺[2]。
  - 8月 - 新校舎が完成[2]。
- 1882年12月 - 下京第七番学区小学有済校と改称。
- 1887年6月 - 下京第七尋常小学校と改称。
- 1897年12月 - 京都市有済尋常小学校と改称。
- 1934年9月 - 室戸台風により校舎が傾き、一部の教室の天井が墜落するも負傷者なし[3]。
- 1935年12月 - 損壊した校舎を鉄筋コンクリート造へと改築する工事を着工[3]。
- 1936年12月 - 校舎の落成式を挙行[3]。
- 1941年12月 - 校名を京都市有済尋常小学校と改める。
- 1941年4月 - 校名を京都市有済国民学校と改める。
- 1952年11月 - 望楼（日本唯一）[要検証 – ノート]を鉄筋校舎の屋上に移築。
- 1959年10月 - 創立90周年記念誌発行。
- 1989年10月 - 創立120周年式を挙行（記念文集、航空写真）。
- 1994年11月 - 校庭の「むくの木」が名木百選に選ばれる。
- 1999年10月 - 創立130周年記念式を挙行（祝賀会・記念誌）。
- 2004年
  - 3月23日 - 有済小学校最後の卒業式挙行。
  - 3月24日 - 創立135年有済小学校閉校式挙行。
  - 3月31日 - 有済小学校閉校。
  - 12月10日 - 太鼓望楼が国の登録有形文化財に登録される[4]。

## 教育方針
豊かな心を育て、自ら考え主体的に判断し行動できるこどもの育成
(ア)めざす子ども像
- 力いっぱい学習する子
- だれとも仲良くする子
- きまりをしっかり守る子

(イ)重点目標
- 同和教育の推進
- 福祉教育の推進
- 主体的な学習の育成
- 生徒指導の育成
- 健康教育の推進（特色ある学校教育活動の推進）
- 情報教育の推進
- 地域社会、交流学習の推進

## 学校行事
- 4月 始業式
- 5月 修学旅行・遠足
- 6月 休日参観　学芸会
- 7月 水泳大会・終業式・校外学習
- 9月 始業式・休日運動会
- 10月 全校遠足・創立記念日
- 12月 終業式
- 1月 始業式
- 2月 全校雪山教室・大文字駅伝
- 3月 修了式・離任式

## 校内の文化財

### 太鼓望楼
校名を「大元」とも称するようになった翌年の1876年（明治9年）8月、校舎増築の際に屋根に望火楼を設けた講堂が新築された。
火の見櫓として、半鐘を鳴らして、火事を知らせるとともに、太鼓をたたいて番組（町組）内の人々に時刻を知らせたので、この望火楼は後に太鼓望楼と呼ばれた。その役割を終えた後も、太鼓場と呼ばれていた。また、1952年（昭和27年）11月には、鉄筋コンクリート3階建の校舎に移築された。
望火楼は各小学校にあったが明治末までに姿を消し、有済小学校にだけ残っている。国の登録有形文化財に登録されている。

### むくの木
校庭に樹齢350年を超えるむくの木がある。これは、山吹御前の供養のために植えられた。高さ約15 mで、幹周りは3 m 50 cmもある。
このむくの木にあやかって、「むくの木の時間」と名付けられた業間休みを使用しての体育の時間があった。

## 学区内の主な施設
- 知恩院門前町通
- 縄手通（大和大路通）
- 高山彦九郎の像

## 関係者

### 出身者
- 杉本彩 - 女優、実業家[5]

## 交通
- 京阪電車本線 三条駅より徒歩4分（または300 m）
- 京都市営地下鉄東西線 三条京阪駅より徒歩2分（または180 m）
- 京都市営バス三条京阪前バス停より徒歩3分（または270 m）